# Pilar (muziekclub)
Pilar is een Brusselse muziekclub op de Campus Etterbeek van de Vrije Universiteit Brussel (VUB). Pilar opende zijn deuren voor het eerst in oktober 1981 onder de naam KultuurKaffee. Naast een podium voor zowel nationale als internationale alternatieve bands biedt Pilar een breed gamma aan multidisciplinaire projecten aan.
In september 2019 kondigde de VUB aan dat KultuurKaffee onder de naam Pilar zal verdergaan.

## Geschiedenis
Het ontstaan van een culturele werking en het KultuurKaffee op de campus Etterbeek valt niet los te koppelen van de splitsing ULB-VUB in 1969. Op de tweetalige ULB bestond het Commissariat de Sport et Loisir (CSL) of de Dienst voor Sport en Vrije Tijd (DSVT). Officieel hield deze zich bezig met cultuur en sport maar in realiteit lag de nadruk op sport en was het aandeel cultuur quasi nihil. Bij de stichting van de VUB ijverde de Sociale Raad (SOR) voor een cultureel actieplan. Een Cultuurraad werd opgericht.
In het schooljaar ’77-’78 werd tweemaal een culturele animatiemarkt gehouden. Door het enthousiasme van de studenten besloot de SOR het experiment te herhalen. Wekelijks werden er creatieve ateliers ingesteld en werden er frequent concerten gehouden. Op initiatief van Willem Elias kreeg de culturele werking in 1981 een eigen gebouw met administratieve lokalen en het Trefcentrum Y’. Het laatste bestond uit het KultuurKaffee als concertclub en de KK Gallery’ als expositieruimte. Verder was er ook een plaats voor onder meer creatieve ateliers, lezingen en filmavonden. Op 20 oktober 1981 opende het KK voor het eerst zijn deuren met een cabaretavond.
In 1992 begaf KultuurKaffee zich op onbegane paden met Het Grote Ongeduld (HGO), een platform voor kortfilms waar filmhogescholen, professionelen en liefhebbers elkaar ontmoetten. Een dergelijk festival was ongezien in België. Filmstudenten presenteren er hun eindwerk in een ongedwongen sfeer zodat succesvolle producties ontdekt konden worden. Oorspronkelijk namen slechts vier Nederlandstalige filmscholen deel. Vandaag zijn alle Belgische filmopleidingen present op het jaarlijks hoogtepunt van de kortfilm.
Ook in televisieland zag men potentieel in Het Grote Ongeduld. Sinds ’96 steunen TV2 (vandaag Canvas) en Lichtpunt (vrijzinnige omroep) het festival met het vertonen van de bekroonde werken en een geldprijs. La Deux sloot voor de tiende verjaardag van HGO ook aan en zendt de beste Franstalige kortfilm uit.
In 2002 werd het KultuurKaffee erkend als muziekclub door de Vlaamse Gemeenschap. Eerder was ze al erkend als jeugdcultureel centrum door Vlaamse Gemeenschapscommissie. Er kwamen zo meer subsidies waardoor meer concerten geprogrammeerd konden worden. In 2005 was het echter tijd voor een grondige renovatie van het Trefcentrum Y’. Studenten Burgerlijk Ingenieurarchitect van de VUB ontwierpen hiervoor de eerste schetsen. De tentoonstellingsruimte verhuisde naar het gelijkvloers om de ruimte polyvalent te kunnen gebruiken. Op de bovenverdieping werd een donkere kamer geïnstalleerd voor fotoliefhebbers. In april 2006 werd KultuurKaffee officieel heropend.
Vandaag is KultuurKaffee in de eerste plaats een alternatieve muziekclub. Het is een vaste waarde geworden binnen de Brusselse en Vlaamse muziekwereld. Ze programmeert zowel gevestigde bands als groeiende beloften van nationale en internationale origine. De niet-commerciële stroming in al haar genres en subgenres krijgt hier een podium om te experimenteren. Het is niet louter een studentenaangelegenheid maar spreekt met optredens in het weekend en op diverse Brusselse locaties een groter publiek aan.
Daarnaast is er een veelzijdig cultureel aanbod dat vertrekt vanuit de beeldende kunst. Driemaal per jaar houdt men een tentoonstelling waarrond een veelzijdige en wetenschappelijke omkadering wordt opgebouwd. Dit leidt tot een boeiend totaalconcept waarmee een unieke en relevante plaats ingenomen in het cultureel landschap.

## Activiteiten

### Muzikale aanbod
Het muzikale aanbod van Pilar is divers en varieert van pop, rock, roots, wereldmuziek tot elektronische muziek en alle mogelijke subgenres. Met 45 concerten per jaar probeert het KK een staalkaart aan te reiken van de alternatieve muziekmarkt. Enkele vaste formats, zoals KK World en Finest Jazz, bieden ruimte voor een regelmatig terugkerende focus op wereldmuziek, elektronische muziek en jazz.

##### KK World
Maandelijks zet KultuurKaffee wereldmuziek in de kijker tijdens KK World. Veelal staan dan internationale bands op doorreis op de planken maar ook nationale groepen krijgen hier een plaats. Het Brusselse collectief Rebbel Up! Dj’s warmt steevast  het optreden op met aangepaste muziek en verzorgt ook de afterparty. Tijdens Europalia focust KK World op het land dat in de schijnwerpers staat.

##### KultuurKaffee presents…
KultuurKaffee werkt viermaal per jaar met jongerenorganisaties samen voor een avond vol elektronische muziek zoals Dubstep, Grime en Drum ’n' Bass. Zo wil ze een kans geven aan jong opkomend nationaal en internationaal talent. Het feit dat James Blake aan de vooravond van zijn internationale doorbraak in het KK optrad, verraadt al dat het telkens een elektronisch feest is.

##### Rockrace en dj-contest
De Rockrace en dj-contest zijn een initiatief van KultuurKaffee die zich richten op Nederlandstalige studenten uit het Brussels hoger onderwijs. Tijdens vier voorrondes nemen twintig bands en twintig dj’s het tegen elkaar op. De optredens vinden afwisselend plaats in Ritscafé en KultuurKaffee met een finale van de rockrace in de Ancienne Belgique (AB) en in Blaes 208 voor de dj-contest. Intussen werken alle hogeronderwijsinstellingen mee aan het concours.

##### Band in residence
Een geselecteerde jazzband of –artiest krijgt de kans om het vier dagen op te nemen in de Noisey Elephant Studio, gelegen op de campus van de VUB. Ze krijgen niet alleen de kans om nieuw materiaal op te nemen in een professioneel kader, maar treden nadien ook op in KultuurKaffee . Een mooi visitekaartje voor opkomende muzikanten.

##### Finest Jazz
Tijdens het Brussels Jazz Marathon organiseert KultuurKaffee een minifestival Finest Jazz. Tijdens die driedaagse wordt een programma samengesteld met een zorgvuldig evenwicht tussen experimenteel versus klassiek enerzijds en vaste waarden versus opkomend jazztalent anderzijds.

##### Stoemp!
Dit initiatief van Poppunt staat tweemaal per jaar garant voor een concertreeks met een dertigtal optredens van zowel aanstormend Belgisch poptalent als gevestigde waarden. Op die manier wordt het Brusselse clubcircuit ondersteund. Het openingsconcert van het nieuwe seizoen van KultuurKaffee kadert jaarlijks binnen Stoemp! Sinds 2011 wordt het openingsconcert gecombineerd met de organisatie van een Elsense cultuurmarkt op het grasveld voor het KK.

##### La Semaine du Son / De Week van de Klank
KultuurKaffee zorgt elk jaar gedurende de Week van de Klank voor diverse artistieke experimenten in en om het KK, gaande van concerten, performances, artistieke interventies en geluidsinstallaties. Het doel is het publiek een betere kennis van de klank bij te brengen en het belang van klank aan alle spelers in de samenleving te benadrukken. Daarnaast wil het ook laboratoriumwerk expliciet aanmoedigen.

##### Het Kampioenschap van Brussel
JES (Jeugd & Stad) en de Brusselse jeugdhuizen organiseren tweejaarlijks een concours voor Brussels poptalent. De geselecteerde groepen worden doorheen zes voorrondes beoordeeld door een professionele jury. Acht onder hen zullen de finale in de AB tegen elkaar uitspelen. Onder andere Kultuurkaffee organiseert voorrondes en levert bijdrage bij de jurering en selectie.

##### Clubside Down
Elk jaar gaat Clubside Down op tournee en doet verschillende muziekclubs aan waaronder het KultuurKaffee. Dit gemeenschappelijk initiatief van Clubcircuit en Studio Brussel is een logische voortzetting van All Areas maar dan tijdens het clubseizoen. Bedoeling is met deze tour langs muzikale stromingen en substromingen een staalkaart te bieden van wat er broeit in de Vlaamse clubs.

### multidisciplinaire werking
De multidisciplinaire werking van KultuurKaffee is opgebouwd rond drie pijlers:
- HGO!Xtra: een afstudeerplatform voor studenten multimedia en experimentele kortfilm
- Artist In residence: een internationaal uitwisselingsprogramma rond Cultuur en Ontwikkeling
- Een tentoonstelling rond Kunst en Wetenschap

Beeldende kunst staat centraal, maar elk luik wordt via kruisbestuivingen met andere artistieke disciplines uitgebouwd tot een multidisciplinair totaalproject. Ook de link met het wetenschappelijk onderzoek is duidelijk aanwezig in deze 3 pijlers. Voor elk van deze drie initiatieven worden samenwerkingen aangegaan met wetenschappers, onderzoekers en onderzoeksgroepen van de Vrije Universiteit Brussel. Binnen elk luik wordt ook minstens één concert georganiseerd, waardoor er steeds een verankering is met de muziekwerking.

##### HGO!Xtra
De VUB en KultuurKaffee waren altijd al eigenzinnig en zetten in op baanbrekende innovatie. Het filmlandschap is door de jaren heen grondig veranderd terwijl Het Grote Ongeduld een vaste waarde werd met een uitgestippeld stramien. In 2010 was het dus hoog tijd voor iets nieuws: Het Grote Ongeduld!xtra. De focus verschuift naar disciplines als multimedia en experimentele kortfilms die schreeuwen om een eigen platform. Er wordt geen overzicht maar een selectie uit alle Belgische eindwerken gepresenteerd.

##### Artist in Residence
UNESCO schoof in 2009 culturele diversiteit en interculturele dialoog naar voor als een belangrijk middel om duurzame ontwikkeling, vrijheid, sociale cohesie en democratisch bestuur te bereiken. KultuurKaffee pikt hierop in met het uitwisselingsprogramma Artist in Residence.
Daarbij wordt een buitenlandse kunstenaar uitgenodigd om 6 tot 8 weken in KK Gallery’ een reeks kunstwerken te creëren rond het thema cultuur en ontwikkeling. Het verblijf wordt afgesloten met een tentoonstelling.
Er wordt meerdere jaren samengewerkt met eenzelfde land. Van 2011 tot 2016 was dit Suriname met vertegenwoordiging door de kunstenaars Kurt Nahar (2011) en Marcel Pinas (2012). Via deze interculturele uitwisseling en dialoog wil KultuurKaffee kennis en begrip bevorderen van elkaars cultuur.

##### Kunst & Wetenschap
Kunstenaars die de wetenschappelijke toer opgaan, het is niets nieuws. KultuurKaffee draait de relatie om en vraagt zich af wat er gebeurt wanneer wetenschappers kunst maken. Ze stelt een wetenschapper of onderzoeker van de VUB voor de uitdaging: ‘Breng je wetenschappelijke specialisatie via een expositie waarbij de relatie gelegd wordt tussen wetenschap en kunst op zo een manier in beeld zoals dat nog nooit voorheen gebeurde.’
In 2011 stond Prof. dr. Jean Paul Van Bendegem voor de uitdaging om kunst en wiskunde in een tentoonstelling te gieten. Het resultaat werd de expo ‘0/10?’ met negen kortfilms opgebouwd rond het bewijs van de stelling van Pythagoras. Dat het een succesformule is, bewijst de ruime nationale media-aandacht een het hoge aantal bezoekers.